# Oberführer

Emblema de coll per als SS Oberführer, utilitzat entre 1942 i 1945.

Oberführer era un grau paramilitar dels primers temps del partit nazi que data de 1921. Un Oberführer era típicament un membre del partit nazi a càrrec d'un grup d'unitats paramilitars en una regió geogràfica particular. A partir de 1921 a 1925, el grau de Oberführer va ser utilitzat com a títol honorífic a les Sturmabteilung, però es va convertir en un rang real de les SA després de 1926.
El Oberführer era també un grau militar dins de les Schutzstaffel (SS), establert el 1925, com a grau per als oficials de les SS a càrrec d'un "SS-Gau" a Alemanya. El 1930, les SS van ser reorganitzades formant part de les "SS-Gruppen" i "Brigades", en aquest cas els Oberführers van arribar a estar subordinats al seu superior immediats, anomenats Brigadeführer.
Cap 1932, el Oberführer ja tenia una rang establert dins de les SS i de les SA i era considerat el primer grau com general, aproximadament l'equivalent a un general de brigada. Els Oberführers portaven dues fulles de roure a la insígnia del collar del seu uniforme, juntament amb els taulers de l'espatlla i les solapes pròpies dels generals alemanys en aquella època. El 1938, l'estatus dels SS-Oberführer va començar a canviar amb l'ascens del SS-Verfügungstruppe. Un Brigadeführer tenia igual classificació que un general de brigada, i el Standartenführer el d'un Oberst. El Oberführer no tenia cap equivalent militar i ràpidament es va promocionar al grau d'un tinent coronel. Aquesta distinció continua sent discutida per historiadors, ja que alguns textos es refereixen al Oberführer com un grau superior que el de tinent coronel, mentre que altres indiquen que té un equivalent militar de General de brigada.
Un dels més famosos Oberführer va ser Scherner Julian, immortalitzat en la pel·lícula La llista de Schindler com el fred i calculador líder dels SS i de la policia de Varsòvia. Emil Maurice, el fundador real de les SS 1925, també va obtenir el rang de Oberführer.